# Lens VS
| VS ist das Kürzel für den Kanton Wallis in der Schweiz. Es wird verwendet, um Verwechslungen mit anderen Einträgen des Namens Lens zu vermeiden. |

Lens (deutsch Leis) ist eine politische Gemeinde und eine Burgergemeinde des Bezirks Siders sowie eine Pfarrgemeinde des Dekanats Siders im französischsprachigen Teil des Kantons Wallis in der Schweiz.

## Geographie

Luftbild (1955)

Die zwischen Sitten und Siders liegende Gemeinde Lens erstreckt sich vom Rhonetal (560 m ü. M.) auf der rechten Seite der Rhône bis hinauf zur Bergspitze der Bella Lui (2548 m ü. M.) und umfasst die Ortschaften Chelin, Flanthey (mit den Ortsteilen Condémines, Petit-Ollon, St-Clément, Vaas und Valençon), Lens und Crans-sur-Sierre (Teilgebiet des Kurortes Crans-Montana).

## Geschichte
Die Gegend um den Mont de Lens war ab 1226 im Besitz des Bischofs von Sitten. Ab dem 14. Jahrhundert war Lens eine autonome Dorfgemeinschaft, zu der lose auch die sogenannten Viertel Icogne, Chermignon und Montana gehörten. 1851 wurde durch den Walliser Grossrat die Zusammenlegung der Viertel zu einer Grossgemeinde beschlossen, was zu Abspaltungsversuchen der einzelnen Orte führte. 1905 wurden Lens, Icogne, Chermignon und Montana eigenständige Gemeinden. Ab der 2. Hälfte des 20. Jahrhunderts gewann der Tourismus zunehmend an Bedeutung, nicht zuletzt durch die Entwicklung des Kurortes Crans-Montana.

## Bevölkerung
| Bevölkerungsentwicklung | Bevölkerungsentwicklung | Bevölkerungsentwicklung | Bevölkerungsentwicklung | Bevölkerungsentwicklung | Bevölkerungsentwicklung | Bevölkerungsentwicklung | Bevölkerungsentwicklung | Bevölkerungsentwicklung | Bevölkerungsentwicklung |
| ----------------------- | ----------------------- | ----------------------- | ----------------------- | ----------------------- | ----------------------- | ----------------------- | ----------------------- | ----------------------- | ----------------------- |
| Jahr                    | 1687                    | 1850                    | 1910                    | 1950                    | 2000                    | 2010                    | 2012                    | 2014                    | 2016                    |
| Einwohner               | 567                     | 688                     | 1111                    | 1660                    | 3357                    | 3779                    | 3909                    | 3945                    | 4047                    |

## Sehenswürdigkeiten
Die katholische Pfarrkirche St-Pierre ist ein monumentaler Bau aus dem Jahre 1843. Vom spätgotischen Vorgängerbau, der 1535 bis 1537 von Ulrich Ruffiner errichtet wurde, sind der Glockenturm und der Chor erhalten. Der letztere dient heute als Sakristei.
Neben der Kirche ist das Prioratsgebäude der Mönche vom Grossen St. Bernhard gelegen. Dieses wurde in den Jahren 1835 bis 1837 neu erbaut. Westlich der Kirche steht ein Manoir, ein Steinhaus aus dem 16. Jahrhundert.
Lens wird überragt vom 1250 m hohen Mont Châtelard mit seiner 15 Meter hohen Christusstatue aus dem Jahre 1935. Für schwindelfreie Wanderer leicht zu begehen ist der Fussweg neben oder auf der Suone von Lens, genannt Le Grand Bisse de Lens, welche ihren Anfang in Icogne nimmt, hauptsächlich um den Mont Châtelard angelegt ist und nahe Chermignon endet.
Der Etang des Miriouges (oder Bisse des Miriouges) unterhalb Crans-sur-Sierre, der von einer Suone gespeist wird, ist von einer ganz besonderen Pflanzenwelt umgeben.

## Persönlichkeiten
Lens war Aufenthaltsort des Schriftstellers Charles Ferdinand Ramuz (1878–1947), welcher sich an diesem Ort zu seinem Roman Jean-Luc persécuté inspirieren liess, sowie des Kunstmalers Albert Muret (1874–1955), welcher in Lens vom berühmten Komponisten Igor Strawinsky (1882–1971) besucht wurde. In Chelin wurde Pascal Rywalski (1911–2002) geboren, der später Kapuziner und Generalminister wurde. Der Kantonspolitiker Georgie Lamon (1934–2016) wurde in Lens geboren und war Opfer bei einem islamistischen Terroranschlag.